# Sebastian Blenkov
Sebastian Blenkov (* 16. Juni 1972 in Aarhus) ist ein dänischer Kameramann.

## Leben
Blenkov besuchte von 1995 bis 1999 die dänische Filmschule. Seit 1996 ist er im Filmgeschäft aktiv und war bislang an mehr als 25 Film- und Fernsehproduktionen beteiligt. 
Nominiert für den Robert für die Beste Kamera war er 2004 für Dänische Delikatessen, 2007 für Rene hjerter und 2013 für Undskyld jeg forstyrrer.

## Filmografie (Auswahl)
- 2003: Dänische Delikatessen (De grønne slagtere)
- 2005: Chinaman (Kinamand)
- 2005: Adams Äpfel (Adams æbler)
- 2006: Rene hjerter
- 2011–2012: Cirkusliv i savsmuld (Fernsehserie, 12 Folgen)
- 2012: Undskyld jeg forstyrrer
- 2014: The Riot Club
- 2015: Men & Chicken (Mænd & Høns)
- 2016: Die Erfindung der Wahrheit (Miss Sloane)
- 2016: Ihre beste Stunde – Drehbuch einer Heldin (Their Finest)
- 2019: The Kindness of Strangers
- 2021: Die Täuschung (Operation Mincemeat)